# Wolf Georg Präntl

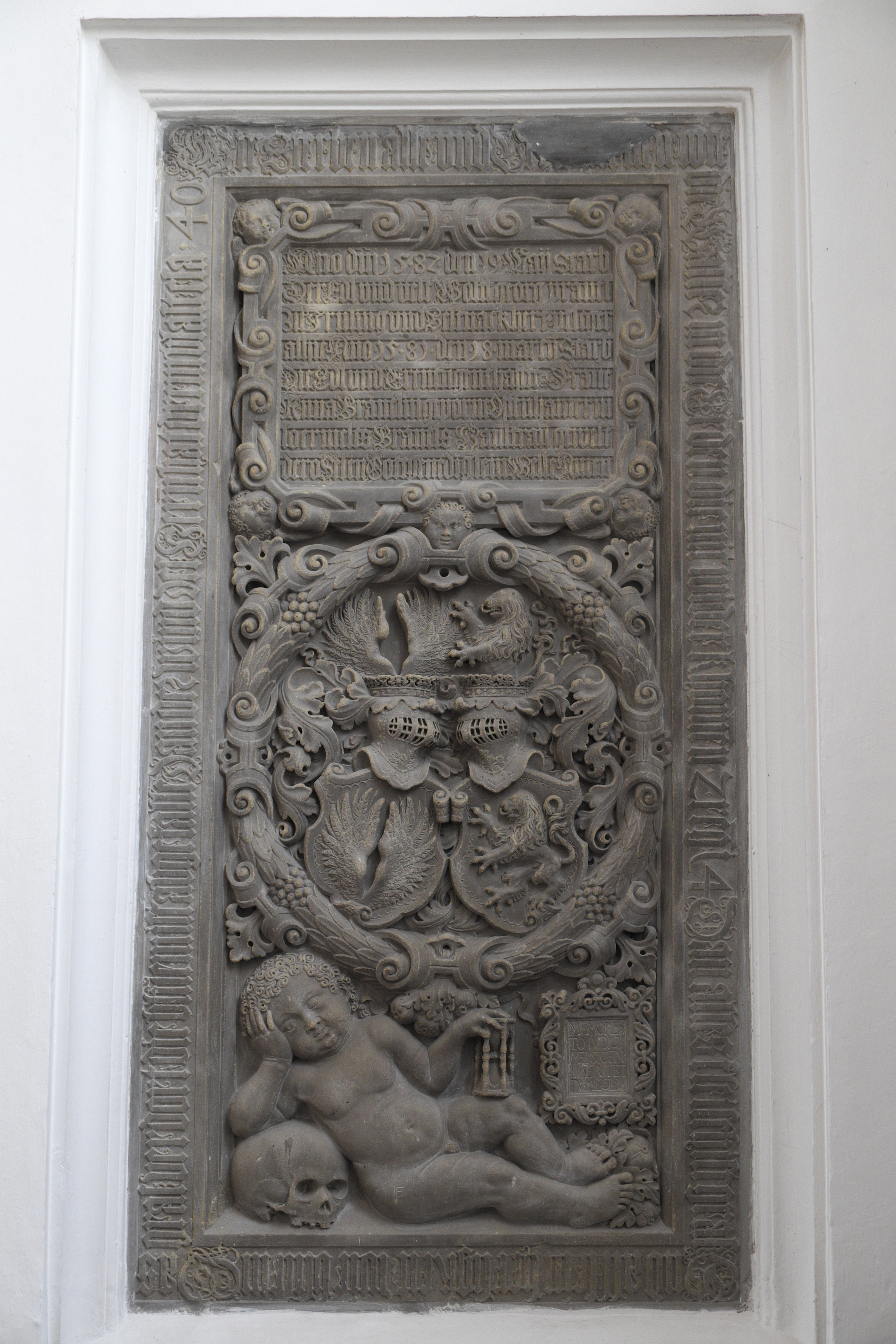
Grabplatte für Wolf Georg Präntl und seine Frau in der Stadtpfarrkirche Mariä Himmelfahrt in Weilheim

Wolf Georg Präntl (* vor 1566; † 19. Mai 1582) war ein deutscher Pfleger, Stadt- und Landrichter in Weilheim in Oberbayern.
Er war der Sohn des Georg Präntl und der Rosina, geb. Aresinger. Von seinem Vater erhielt er den Edelsitz Irnsing und die Hofmark Pestenacker. Im Jahr 1566 erhielt er die Pflege Weilheim, die er bis 1582 innehatte. Zuvor war er am herzoglichen Hof tätig. Er war verheiratet mit Anna, geb. Offenheimer († 1581). Sie hatten drei Kinder, Wolf Erhart, Hans Georg und Katherina.
In der Stadtpfarrkirche Mariä Himmelfahrt in Weilheim ist eine Grabplatte mit Vanitasallegorie für Wolf Georg Präntl und seine Ehefrau Anna erhalten. Es wurde vermutlich von dem Weilheimer Künstler Adam Krumpper (1542/43–1624/25) geschaffen. Auf dem Grabmal hält ein Putto ein Stundenglas, neben dem auf einer aufwendig mit Rankenwerk eingefassten Tafel ein Bibelzitat in lateinischer Sprache steht.